# Bressola
La Bressola (katalanische Aussprache: [ɫə βɾəˈsɔɫə] – deutsch: „die Wiege“) ist ein 1976 gegründeter katalanischer Kulturverein im zu Frankreich gehörenden Nordkatalonien, welcher ein Netzwerk katalanischsprachiger Schulen betreibt. Ziel ist der Erhalt und die Verbreitung der katalanischen Sprache in Nordkatalonien.

## Geschichte
Die Bressola-Organisation gründete sich nach dem Vorbild der baskischen SEASKA im Mai 1976. Am 16. September desselben Jahres wurde die erste Schule in Perpignan gegründet. In den ersten Jahren hatte die Bressola finanzielle Schwierigkeiten, da sie staatlich nicht unterstützt wurde. Finanziell sichert sie sich durch individuelle Spenden und Events. Im Jahr 1982 kam es zu Spaltungen innerhalb der Bressola, die zum Hungerstreik einiger Mitglieder führte.
1995 entschied der Staat, die Lehrer zu bezahlen, wenn die entsprechende Schule schon 5 Jahre besteht. Die 5 ersten Jahre muss die Organisation die Schulen finanzieren. Diese Einigung führte zum Wachstum der Bressola, die im Jahr 1996 4 Schulen eröffnete. 2003 wurde das erste Collège eröffnet.
Die Bressola-Organisation unterhält 7 Schulen und 2 Collège. Die Schulzeit im Bressola-System bis zum Abitur zu verbringen, ist nicht möglich.

## Methoden

### Immersion
Da ein Großteil der Schüler zuhause oft nur französisch spricht, ist die Schule oft der einzige Ort, wo die Schüler vom Katalanischen umgeben sind und es benutzen. Daher ist es den Schulen ein Anliegen, dieser Sprache soviel Raum zu geben wie möglich. Das Katalanische ist in der Bressola nicht nur erlernte Sprache (wie z. B. Französisch oder Englisch an einer deutschen Schule), sondern auch Lernsprache, also die Sprache, in der unterrichtet wird. Es wird auch darauf geachtet, dass die Kinder auf Katalanisch miteinander kommunizieren und spielen.

### Jahrgangsübergreifendes Lernen
In den Schulen sind Kinder verschiedenen Alters in der gleichen Klasse zusammen, arbeiten jedoch an ihrem Niveau angepassten und ihrer Klassenstufe entsprechenden, unterschiedlichen Aufgaben. Die Kinder sollen sich gegenseitig in ihrem Lernprozess unterstützen.